# Trichonta clara
Trichonta clara är en tvåvingeart som beskrevs av Gagne 1981. Trichonta clara ingår i släktet Trichonta och familjen svampmyggor. Arten har ej påträffats i Sverige. Inga underarter finns listade i Catalogue of Life.